# SH-07F
ドコモ ケータイ SH-07F（ドコモ ケータイ エスエイチ ゼロナナ エフ）は、シャープが開発した、NTTドコモの第三世代携帯電話（FOMA）端末、ドコモ ケータイの一つである。

## 概要
本端末はNTTドコモ2012年冬モデルであるSH-03Eの事実上の後継機種である。防水スタイリッシュ携帯というキャッチコピーとなっている。
前モデルにあたる「SH-03E」の横幅サイズはそのままに、ディスプレイを3.0インチから3.3インチへと約20％拡大させている。
端末の前面パネルにはアルミ素材を採用した他、サブディスプレイの窓枠は、ダイヤモンドカット加工でアルミパネルをやや深めに彫り込むことで、高級感を演出している。
画面サイズのアップと合わせて、メニュー画面上のアイコンや文字表示を大きくした他、操作キーも機能表示を見直し、文字フォントを太くして視認性が大幅に向上している。サブディスプレイも透明度の高いくっきりした見た目にし、フォントも太く、見やすくなっている。
その他、1.2GHzのスマートフォン並みの高速CPUを搭載しているほか、NTTドコモのスマートフォンで採用されているdocomo Palette UIを採用しており、スマートフォンのようにアプリケーションや機能などをグループ分けすることができる。
パスワードとは別に保護者用の暗証番号を設定することができ、電話発信/メール送信、ブラウザ、カメラ、ワンセグなど、子どもに使ってほしくない機能の利用を制限できる「親子モード」やサイドキーを長押しするだけで、周囲に危険を知らせると同時に、事前に登録しておいた緊急連絡先に自動的に発信できる防犯ブザーなどとといった安心機能も引き続き踏襲されている。

## その他機能
| 主な対応サービス                   | 主な対応サービス                                                    | 主な対応サービス                       | 主な対応サービス                                 |
| ---------------------------------- | ------------------------------------------------------------------- | -------------------------------------- | ------------------------------------------------ |
| タッチパネル                       | FOMAハイスピード                                                    | Bluetooth                              | DCMX／おサイフケータイ                           |
| iアプリオンライン／地図アプリ      | 直感ゲーム／メガiアプリ                                             | iウィジェット                          | マチキャラ／iコンシェル                          |
| docomo Palette UI                  | GPS／オートGPS／ケータイお探し／海外GPS                             | デコメール／デコメ絵文字／デコメアニメ | iチャネル                                        |
| 着もじ                             | テレビ電話／キャラ電                                                | ケータイデータお預かりサービス         | フルブラウザ                                     |
| おまかせロック／バイオ認証         | 外部メモリーへiモードコンテンツ移行／ユーザーデータ一括バックアップ | トルカ                                 | iC通信／iCお引越しサービス                       |
| きせかえツール／ダイレクトメニュー | バーコードリーダ／名刺リーダ                                        | 2in1                                   | エリアメール／ソフトウェアーアップデート自動更新 |
| GSM／3Gローミング（WORLD WING）    | 着うたフル／うた・ホーダイ                                          | Music&Videoチャネル／ビデオクリップ    | デジタルオーディオプレーヤー(AAC)(WMA)           |

## プリインストールアプリケーション
- Mobage
- DCMXクレジットアプリ
- iD 設定アプリ
- Twitter
- Gガイド番組表リモコン
- ネット辞典
- モバイルSuica登録用iアプリ
- 地図アプリ
- マクドナルド トクするアプリ
- 楽オク☆アプリ
- おサイフケータイ Webプラグイン
- ドコモ料金案内
- 電子マネー「nanaco」
- ゴールドポイントカード
- ビックポイント機能付きケータイ
- ANAモバイルAMCアプリ

## 歴史
- 2014年5月14日 - NTTドコモより発表。事前予約開始。
- 2014年6月13日 - 発売開始[2]。

## 不具合
2014年6月26日に以下の不具合の修正がソフトウェアアップデートによって行われた。
- 携帯電話（本体）を繰り返し開閉すると、まれに電池の消耗が早い場合がある。

2014年8月25日に以下の不具合の修正がソフトウェアアップデートによって行われた。
- おサイフケータイWebプラグイン起動時にエラーが表示され、起動が失敗する場合がある。